# Sophie Schaeppi
Sophie Josephine Schaeppi (* 21. Juli 1852 in Winterthur; † 18. Februar 1921 in Zürich) war eine Schweizer Malerin, Zeichnerin, Illustratorin und Fayencemalerin mit Bürgerort Winterthur. Sie war zudem eine der wenigen Mitarbeiterinnen der Elsässer Keramikmanufaktur Théodore Deck und betrieb Studien zur Freilichtmalerei. Sie gehörte zu einer Gruppe von Künstlerinnen des 19. Jahrhunderts, die heute als «Wegbereiterinnen» der Schweizer Kunst gesehen werden.

## Leben
Sophie Schaeppi wurde als zweite Tochter von Johann Jakob Schaeppi, damals Kolorist in der Kattundruckerei zur Arch, und Louise Leuzinger geboren und wuchs in gutbürgerlichen Verhältnissen in Winterthur auf. Sie erhielt dort Zeichenunterricht bei August Corrodi an der höheren Stadtschule, zeitgleich Privatunterricht bei Jørgen Henrik Møller und am Technikum bei Anton Seder. 1871 nahm sie an einer Weiterbildung an einer privaten Damenakademie in der damaligen Kunstmetropole München teil. Nach deren Auflösung wechselte sie 1872 zu Joseph Flüggen.
1874 kehrte Sophie Schaeppi nach Winterthur zurück, wo sie im Atelier Zur Hornau von Rudolf Koller arbeitete. Auf dessen Rat hin zog sie Ende 1874 nach Paris, wo sie lange Jahre lebte und nahm zunächst an einer Weiterbildung an der privaten Académie Julian teil, wo sie Schülerin von Tony Robert-Fleury wurde. Sie lernte die Atelierkollegin Marie Bashkirtseff kennen, in deren Tagebüchern Schaeppi wiederholt erwähnt wird. Mit Louise Catherine Breslau, mit der Sophie Schaeppi eine lebenslange Freundschaft verband und die diese Freundschaft in zwei Gemälden thematisierte, teilte sich Schaeppi in Paris das Atelier und die Wohnung. Weitere Lehrer waren der Naturalist Jules Bastien-Lepage, Jean-Léon Gérôme und Léon Bonnat. Eine Künstlerfreundschaft verband Schaeppi auch mit dem Bildhauer Jean-Joseph Carriès.
Im Louvre kopierte sie alte Meister und hatte ab 1886 Schüler.
Sophie Schaeppi kehrte erst 1893 nach Winterthur zurück, um sich als einzige unverheiratete Tochter nach dem Tod der Mutter um ihren alten Vater zu kümmern, der im Jahre 1907 starb.
In Winterthur fühlte sie sich in ihrer künstlerischen Schaffenskraft eingeschränkt und litt unter neuralgischen Symptomen. Auch liessen ihre Augen die Fayencemalerei und später auch das Porträtieren nicht mehr zu, und Existenzsorgen gehörten zu ihrem Alltag. Um Geld zu verdienen, unterrichtete sie Schülerinnen in Pleinairmalerei. In ihrer freien Zeit widmete sie sich der Landschaftsmalerei und unternahm Studienreisen in die Bretagne und die Normandie. 1895 wurde sie Mitglied im Verein Künstlerhaus Zürich. Nach dem Verkauf ihres Elternhauses im Jahre 1918 musste Sophie Schaeppi Winterthur verlassen und wohnte bis zu ihrem Tod im Hotel Glockenhof in Zürich.
Sie starb nach kurzer Krankheit an einem Herzleiden und fand ihre letzte Ruhestätte auf dem Friedhof Rosenberg in Winterthur.

## Werke (Auswahl)
Sophie Schaeppi malte vor allem Porträts, Stillleben, Landschaften und allegorische Figurenbilder. Ihr Werk ist von einer Stilvielfalt zwischen Tradition und Moderne geprägt. Neben realistischen, naturalistischen und impressionistischen Bildern sind auch dekorative Gemälde zu finden. Zudem illustrierte sie einige Bücher. So arbeitete sie 1890 mit dem Komponisten Hans Huber zusammen, dessen Kompositionen zu Gottfried Kellers Hadlaub sie illustrierte. Zwischen 1880 und 1893 fertigte sie ungefähr 300 Platten (Panneaux) und Teller in «Faïence Deck, grand feu». Ein Grossteil von Schaeppis Werk ist verschollen.
- 1874 Landschaft bei Berchtesgaden (Blick auf den Watzmann), Privatbesitz[1][A 1]
- Mitte 1870er-Jahre Mädchen mit rotem Haarband, Privatbesitz[1]
- 1876 Männlicher Studienkopf, Privatbesitz[1]
- 1876 Weiblicher Studienkopf, Kunsthaus Zürich[1]
- 1877 Infantin Margarita, Kopie nach Diego Velazquez, Privatbesitz[1]
- 1879 Ebbe in der Normandie (Veules-les-Roses), Privatbesitz[1]
- Ende der 1870er-Jahre Blumenstilleben, Privatbesitz[1]
- 1880 Studie eines Mannes, Kunst Museum Winterthur[1]
- 1880 Portrait von Marie Bashkirtseff, Privatbesitz[1]
- Um 1880 Stilleben mit Fruchtschale, Privatbesitz[1]
- 1880er-Jahre Fayence Jeanne d’Arc, Musée du Florival Guebwiller[2]
- 1880er-Jahre Fayence Wilhelm Tell, Musée du Florival Guebwiller[2]
- 1881 Sophie Schaeppi, Privatbesitz[2]
- 1881 Louise Catherine Breslau, Portrait des amis, Musée d’art et d’histoire, Genf[1]
- 1881 Neisli – Portrait von Luise Ziegler-Schaeppi, Privatbesitz[1]
- 1881 Le Printemps – Panneau décoratif, Privatbesitz[1]
- 1882 Un coin de mon jardin, Kunst Museum Winterthur[1]
- 1883 Blumenstilleben mit Fächer, Privatbesitz[1]
- 1884 Stilleben mit Christrosen, Weidenkätzchen und Huflattich, Privatbesitz[1]
- 1884 L’Automne – Panneau décoratif, Privatbesitz[1]
- 1884 Fayenceteller Sibylle, Sturzenegger-Stiftung im Museum zu Allerheiligen Schaffhausen[5]
- 1888/89 Paravent, Privatbesitz[1]
- 1895 Baronesse von Sulzer-Wart, Privatbesitz[2]
- 1897 Jersey – Beleuchtungsstudie, Privatbesitz[1]
- 1897 Jersey – Elisabeth Castle, Privatbesitz[1]
- 1897 Glarisegg – Gegenlicht, Privatbesitz[1]
- 1899 Etretat – Felsentor, Privatbesitz[1]
- 1901 Blühender Fliederbusch, Privatbesitz[1]
- 1906 Herbstlicher Wald, Privatbesitz[1]
- 1911 Zugersee – Blick nach Cham, Privatbesitz[1]
- 1913 Glarisegg – Seeufer mit Schilf, Privatbesitz[1]
- 1913 Seeufer bei Glarisegg, Privatbesitz[1]
- 1914 Glarisegg am Untersee, Privatbesitz[1]

## Buchillustrationen
- Sophie Schaeppi, Luise Ziegler-Schaeppi[A 2]: Der Tante Sophie Bilderbuch. Mit Versen von Luise Ziegler-Schaeppi und Zeichnungen von Sophie Schaeppi. Winterthur: Moritz Kieschke 1885[7], 22 Blätter mit Bildern in Autotypie
- Paul Deléage: Haiti en 1886. Illustrationen von Sophie Schaeppi. Paris 1887[8]
- Hadlaub. Nach Gottfried Keller. 10 Charakterstücke für Pianoforte von Hans Huber, Illustrationen von Sophie Schaeppi. Boston/Leipzig 1891[4]
- Sophie Schaeppi: Der Tante Sophie ABC. Lichtdruckbilder nach Originalzeichnungen. Huber, Frauenfeld 1893.[7] 25 Lichtdruckbilder[9]

## Ausstellungen (Auswahl)
- Ab 1876 unregelmässige Teilnahme an Turnus-Ausstellungen des Schweizer Kunstvereins[2]
- 1878 Salon de Paris, Paris[2]
- 1883 Schweizerische Landesausstellung Zürich[6]
- 1884 Kunstausstellung in Basel[6]
- 1889 Weltausstellung Paris[2]
- 1890 Teilnahme an der ersten Nationalen Kunstausstellung[2]
- 1900 Weltausstellung Paris[2]
- 1921 Sophie Schaeppi-Gedächtnisausstellung im Gewerbemuseum Winterthur[2]
- 2014 Home Grown im Kunst Museum Winterthur (vormals Museum Oskar Reinhart am Stadtgarten)[5]
- 29. August 2020 – 31. Januar 2021 Berufswunsch Malerin! – Elf Wegbereiterinnen der Schweizer Kunst aus 100 Jahren, Historisches und Völkerkundemuseum St. Gallen[10]

## Rezeption
Der Kunstbetrieb wurde zu Schaeppis Zeit von Männern dominiert. Kunstakademien verwehrten Frauen bis in die 1920er Jahre den Zugang, und man unterstellte ihnen «mangelnde Begabung» und «angeborenen Dilettantismus». Lediglich zum Zeitvertreib durften die Frauen jener Zeit sich der Malerei widmen, sollten sich dann jedoch auf Porträts und Stillleben beschränken.  Indem Sophie Schaeppi alleine ins Ausland ging, brach sie früh mit den Konventionen der traditionellen Geschlechterrolle.
Daniel Studer, Leiter des Historischen- und Völkerkundemuseums St. Gallen, recherchierte zu Schweizer Künstlerinnen, die bislang in gängigen Kunstlexika fehlten, häufig bei den ehemaligen Auftraggebern verblieben und damit nicht in Museen ausgestellt wurden. Das Ergebnis zeigte eine Sammelausstellung des Historischen und Völkerkundemuseums (heute Kulturmuseum) St. Gallen 2020/2021 mit elf Wegbereiterinnen der Kunst, eine davon Sophie Schaeppi, für die in der Ausstellung ein eigener Raum eingerichtet wurde. Damit wurde ihr Werk erstmals in grösserem Umfang gezeigt und «ins richtige Licht gerückt».
Viola Priss stellte im St. Galler Tagblatt eine Gemeinsamkeit für diese Frauen heraus. «Dem Malen alles unterzuordnen, bedeutete für alle elf Künstlerinnen, kinderlos und, bis auf die St. Galler Künstlerin Maria Geroe-Tobler, unverheiratet zu bleiben. Häufig endete das Schaffen der Pionierinnen, weil sie ein männliches Familienmitglied pflegen mussten. Sofern irgendwie möglich, lebten sie allein, versuchten, unabhängig zu sein durch Auftragsmalerei oder Ausstellungen.» 1902 schrieb Sophie Schaeppi in ihr Tagebuch: «Meine Kunst ist mein Alles, meine Familie und meine Kinder.» Damit sprach sie laut Viola Priss für die Künstlerinnen dieser Zeit, die mit ihrem Wirken den Weg ebneten für die, die folgten.